# Mount Schumann
Mount Schumann ist ein rund 600 m (nach britischen Angaben 500 m) hoher Berg im Südwesten der westantarktischen Alexander-I.-Insel. Er ragt am Kopfende des Brahms Inlet auf der Beethoven-Halbinsel auf.
Luftaufnahmen der US-amerikanischen Ronne Antarctic Research Expedition (1947–1948) dienten 1960 dem britischen Geographen Derek Searle vom Falkland Islands Dependencies Survey für eine Kartierung. Das UK Antarctic Place-Names Committee benannte ihn am 2. März 1961 nach dem deutschen Komponisten Robert Schumann (1810–1856).